# 21390 Shindo
21390 Shindo este un asteroid din centura principală de asteroizi.

## Descriere
21390 Shindo este un asteroid din centura principală de asteroizi. A fost descoperit pe 20 martie 1998 la Socorro, New Mexico, în cadrul proiectului LINEAR. Asteroidul prezintă o orbită caracterizată de o semiaxă mare de 2,47 ua, o excentricitate de 0,14 și o înclinație de 1,9° în raport cu ecliptica.